# 李克轼
李克轼（？—？），河南原武（今河南原阳）人，清朝政治人物。举人出身。

## 生平
李克軾是乾隆乙亥年（1755年）的舉人，大挑試用。嘉慶三年，接替高伯陽。擔任江蘇荆溪縣知縣署。后由王之导接任。李克轼曾于1801年接替杨桂任娄县知县一职，1802年由吴桓接任。嘉慶十二年至十四年（1817年－1809年）任江蘇溧陽縣知縣。